# Čechův most

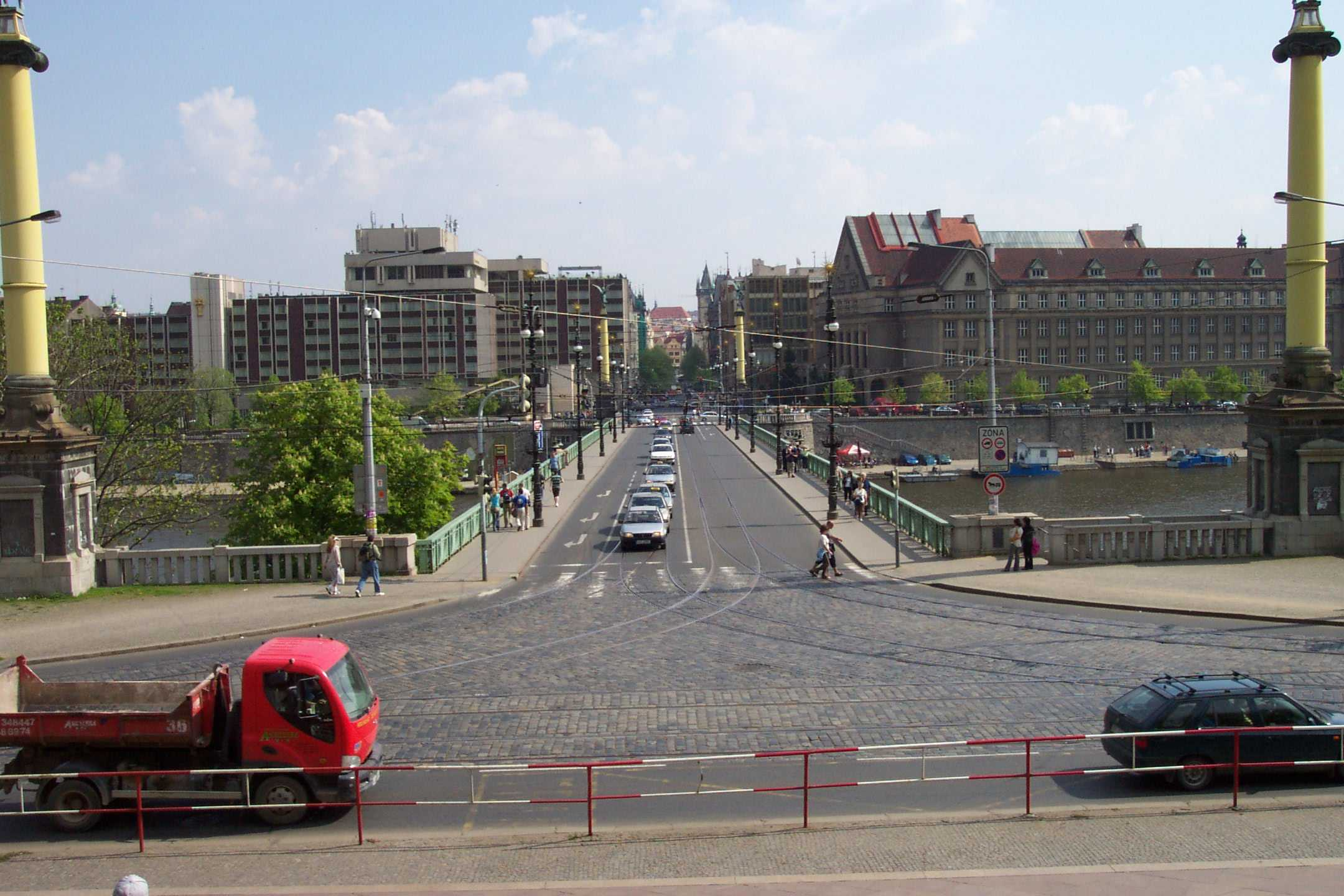
Čechův most v Praze, pohled od Letné. Pilíře s postavami géniů na této straně byly v 50. letech posunuty, aby nebránily výhledu na Stalinův pomník.

Čechův most je po proudu řeky jedenáctý most přes Vltavu v Praze. Spojuje náměstí Curieových na pravém břehu s nábřežím Edvarda Beneše na břehu levém. Je 169 m dlouhý (tedy nejkratší z pražských vltavských mostů) a 16 m široký. Je to jediná takto velká ozdobená mostní konstrukce v Česku z období secese a patří mezi chráněné technické památky. Po mostě je vedena dvojkolejná tramvajová trať.

## Stavební vývoj
Byl vybudován v letech 1905 až 1908 a dnes se jedná o jediný ocelový obloukový most v Praze. Návrh architekta Jana Kouly rozpracovali Ing. Jiří Soukup, Václav Trča a František Mencl. Přes náměstí Curieových navazuje na Pařížskou ulici, vzniklou v rámci asanace Židovského města; podle původních plánů měl být součástí velkorysého dopravního řešení: Můstek – Staroměstské náměstí – Pařížská ulice – průkop či tunel letenskou strání.
Vltava je v těchto místech úzká a její prudký tok omezuje počet pilířů. Z toho plyne značná plochost a rozpětí oblouků, a tedy také použitý materiál. Most má jednostranné stoupání 2 % a rozpětí oblouků od pravého břehu roste (47,8 + 53,1 + 59,2 m). Z těchto důvodů je každé z celkem 24 klenbových žeber jinak dimenzováno. Šířka mostu je 16 m (z toho vozovka 10 m).
Přímo pod mostem vede hlavní kanalizační sběrač. Betonové pilíře s tuhou výztuží z profilových želez jsou založeny na kesonech. Stavba pilířů byla slavnostně skončena položením závěrného kamene císařem Františkem Josefem I. dne 17. dubna 1907. Chodníky byly vydlážděny tříbarevnou mozaikou s obrazci šachovnic a rybiček. Na vozovku byla položena speciální 13 cm vysoká špalíčková dlažba z tvrdého australského dřeva zvaného Jarrah. Dokončený most byl předán veřejnosti 6. června 1908.
Ocelové mosty potřebují častou údržbu, nicméně Čechův most prošel první významnou opravou až v roce 1939. Úpravou vzhledu prošel poté v letech 1954-1957, kdy prostor v pobřežním pilíři, který byl původně určen pro kavárnu, byl nahrazen širším průjezdem ve směru od Klárova. Tím vzrostla délka mostu z původních 160,10 metru, o jedno desetimetrové železobetonové pole, na délku 169 metrů. V roce 1965 se vlivem koroze zřítily tři původní kandelábry. Po zhodnocení stavu byly nahrazeny i zbývající stožáry a začala příprava na celkovou rekonstrukci, která proběhla v letech 1971-1974. Byla při ní zcela vyměněna mostovka a bylo instalováno repasované zábradlí i kandelábry. Jejich původní litinová dekorace však byla nahrazena bronzovými odlitky. Další velkou údržbou prošel most v letech 2000-2001. Proběhla výměna povrchu mostovky a nýtů nosné konstrukce.
Přípravy a stavbu mostu zachytil v jedné z Povídek ze svrabové čtvrti o mizejícím pražském židovském městě spisovatel František R. Kraus.

## Umělecká výzdoba

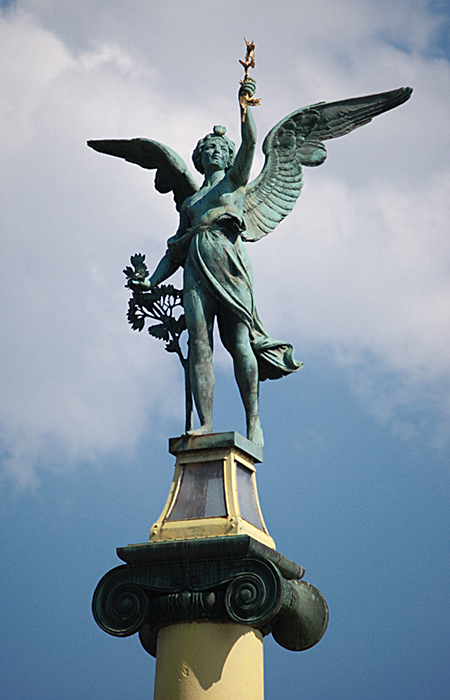
Bronzová socha

Výzdoba mostu je pozoruhodná svým rozsahem, obsahem i kvalitou provedení. Bronzové odlitky prováděla První pražská slévárna Václava Maška v Praze-Karlíně v Královské (nyní Sokolovské) ulici 22.
- Čtyři bronzové postavy okřídlených žen s rozkvetlou ratolestí v ruce, nazývané Géniové, Níké či Viktoria zhotovil sochař Antonín Popp. Jsou více než 3 metry vysoké a drží pozlacené ratolesti.  Stojí na prosklených železných lucernách na vrcholech žulových sloupů ve výšce 17,5 metru.
- Na zhlavích dvou mostních pilířů ve směru proti vodě stojí na kamenné volutě dvě bronzové sochy žen světlonošek, každá drží dv rukou dvě pochodně (autoři Ludvík Herzl a Karel Opatrný).
- Na zhlavích dvou mostních pilířů po vodě je v žulové kartuši vsazen bronzový znak Prahy, po stranách ho doprovází dvojice bronzových trojhlavých saní, jsou to lernské hydry s hadími/dračími hlavami, ženskými prsy, rybími ploutvemi a ocasem. Pod znakem je vsazen reliéf s hlavou gorgony, věnčenou klubkem hadů. Autor: Ludvík Wurzel. Do pochodní světlonošek i hlav draků byl původně zaveden plyn a z plynových hořáků šlehaly plameny. Pilíře byly vyzdobeny bronzovými a žulovými festony. Okraje mostních oblouků byly pro slavnostní příležitosti osvětleny dvěma sty žárovkami.[5]
- Dvanáct kandelábrů osvětlení má válcové sokly s reliéfy dvou beraních hlav a znakem Prahy a nad nimi antikizující vlys s postavami mužů nesoucích nádoby s vodou. Uprostřed je každý kandelábr ověnčen košem na květiny (nyní prázdným), nad ním a pod ním jsou prstence z kruhů, jimiž se při slavnostech provlékaly girlandy a festony. Dvojici lamp na každém kandelábru drží dvě ryby v tlamě. Na vrcholu je lyra a pozlacené slunce s vlnitými paprsky.
- Zábradlí mostu má železné pruty stáčené do spirály a tepané výplně s kruhovými medailony. Na jejich reliéfech je z vnější strany ženská hlava z profilu (Ludvík Wurzel,  Vilém Amort,  Gustav Zoula?), původně tam měly být personifikace řemesel, souvisejících s vodou. Kovotepecké práce provedl Karel Klusáček.

## Galerie Čechova mostu

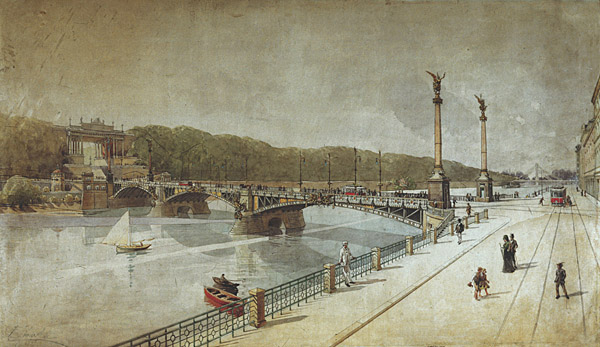
Jan Koula: Soutěžní návrh na průkop letenského svahu (1906-9)
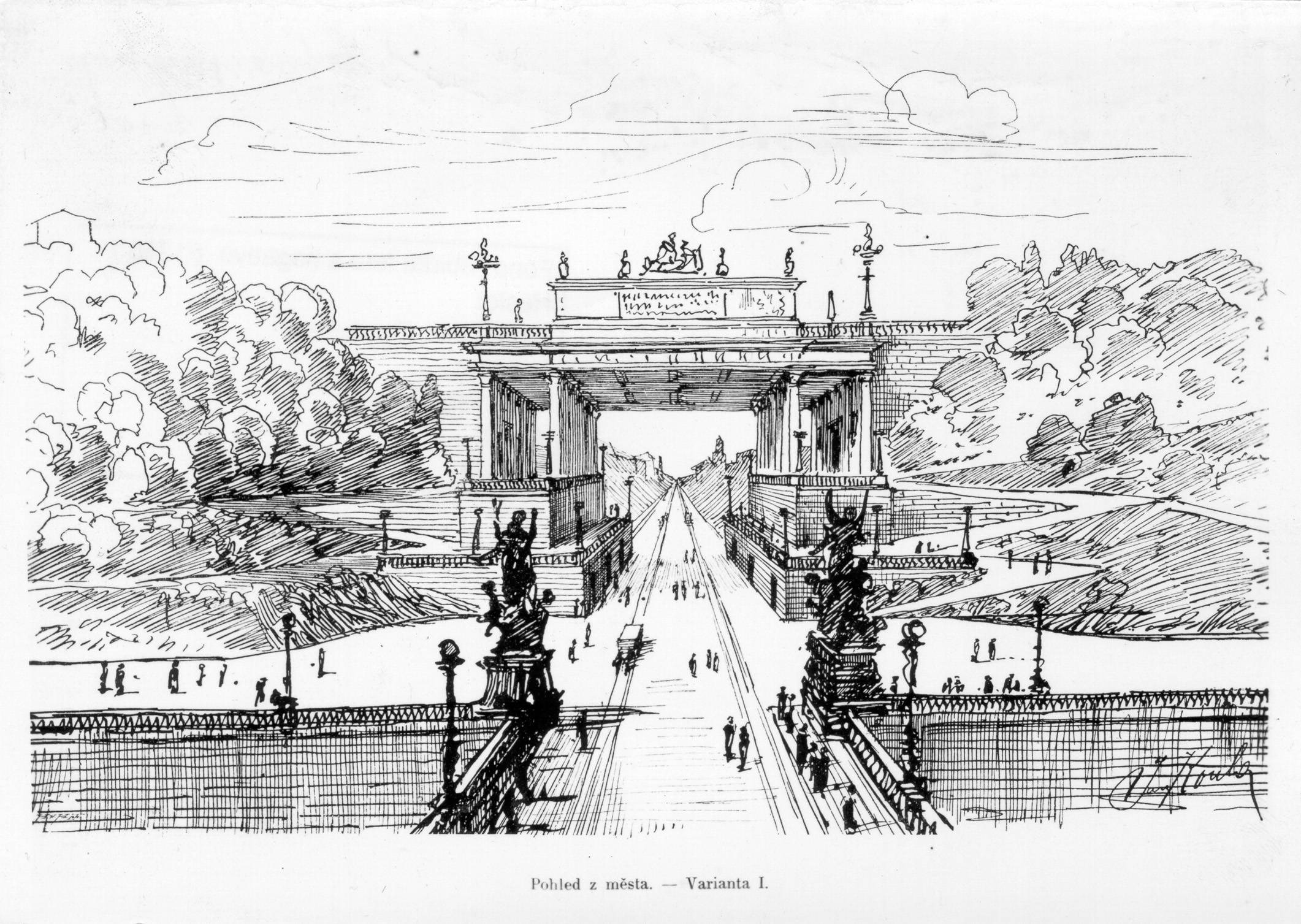
Jan Koula: Návrh na průkop letenského svahu
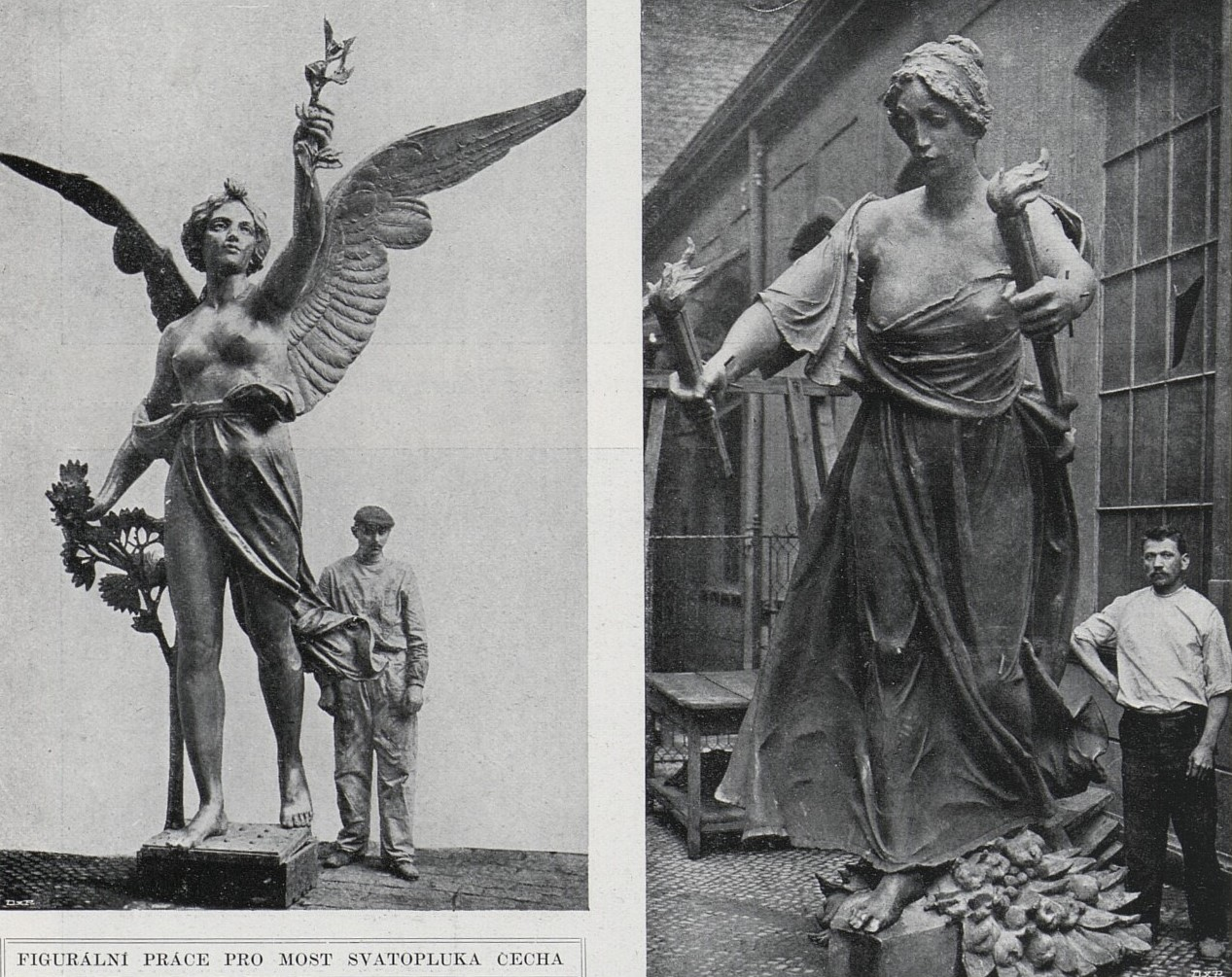
Viktoria a Světlonoška ve slévárně Václava Maška, Karlín, 1908
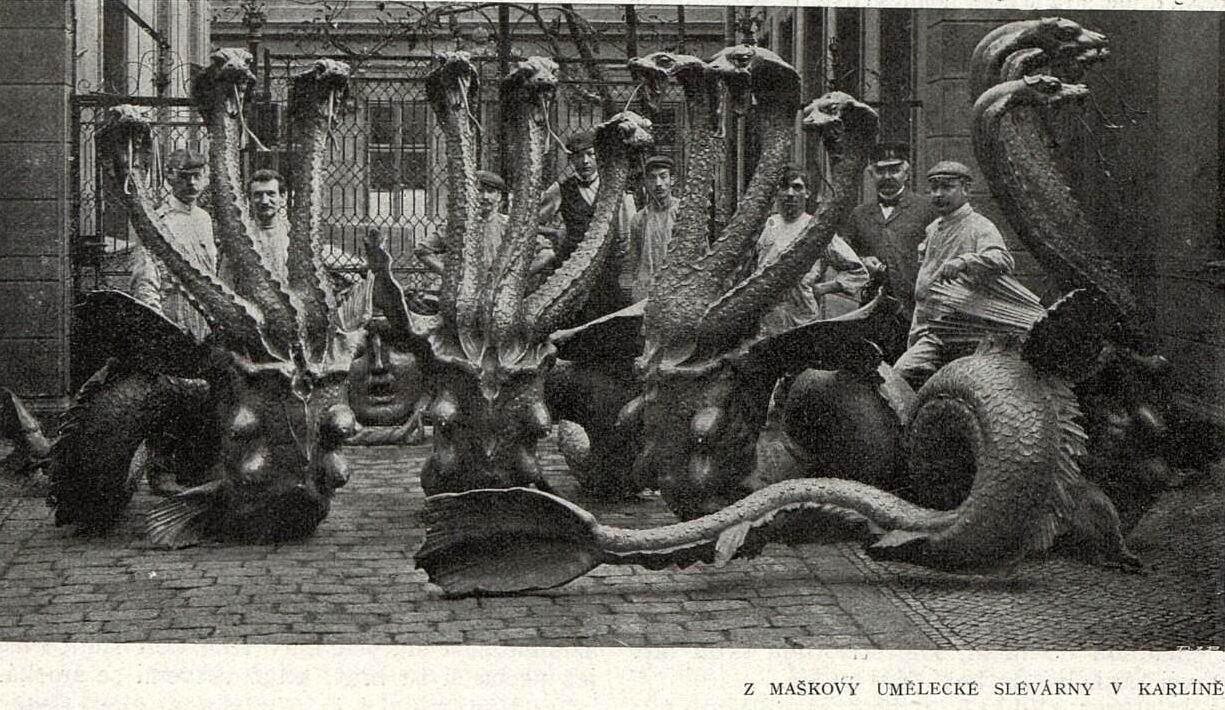
Hydry ve slévárně, Karlín 1908
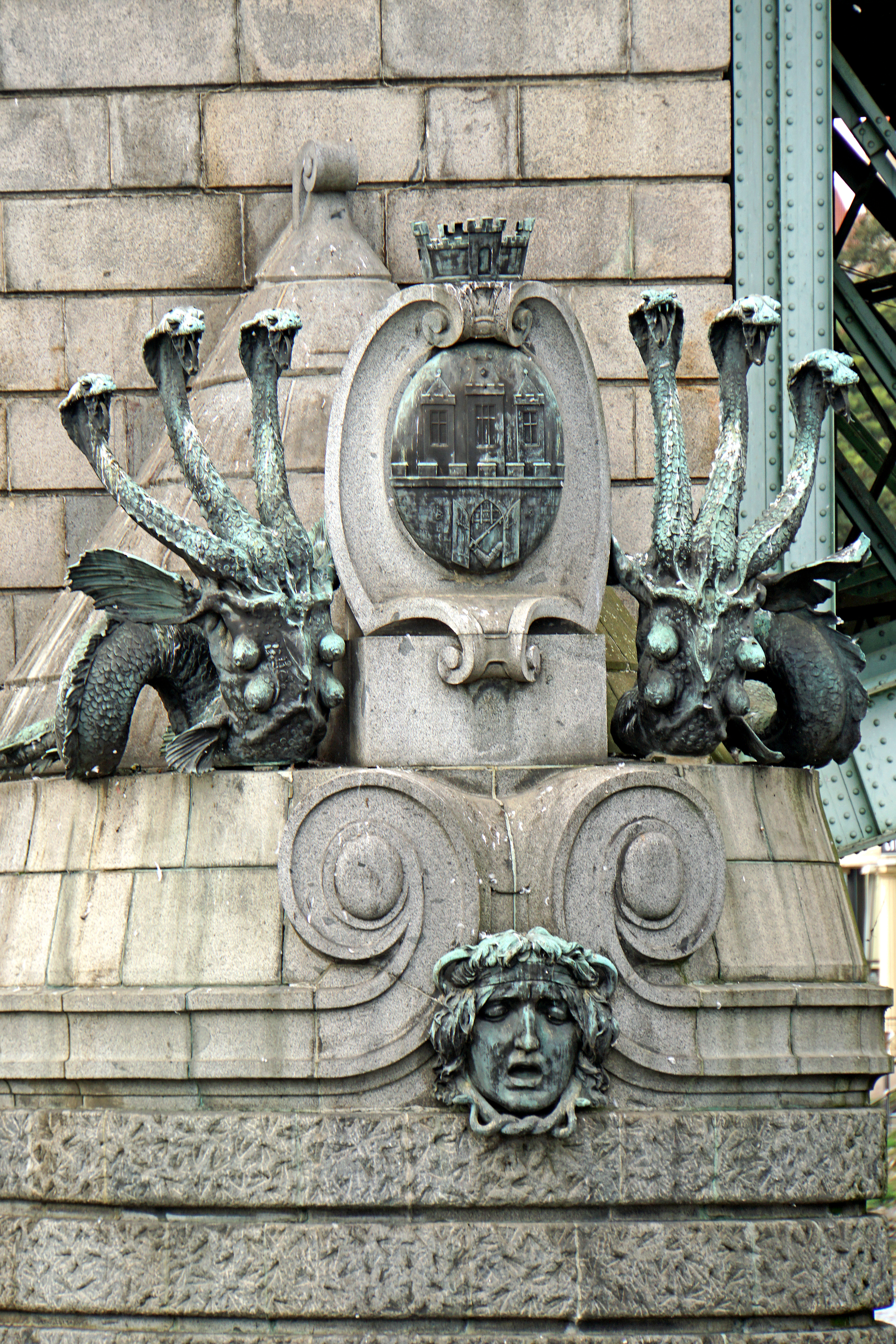
Městský znak, hydry a hlava gorgony
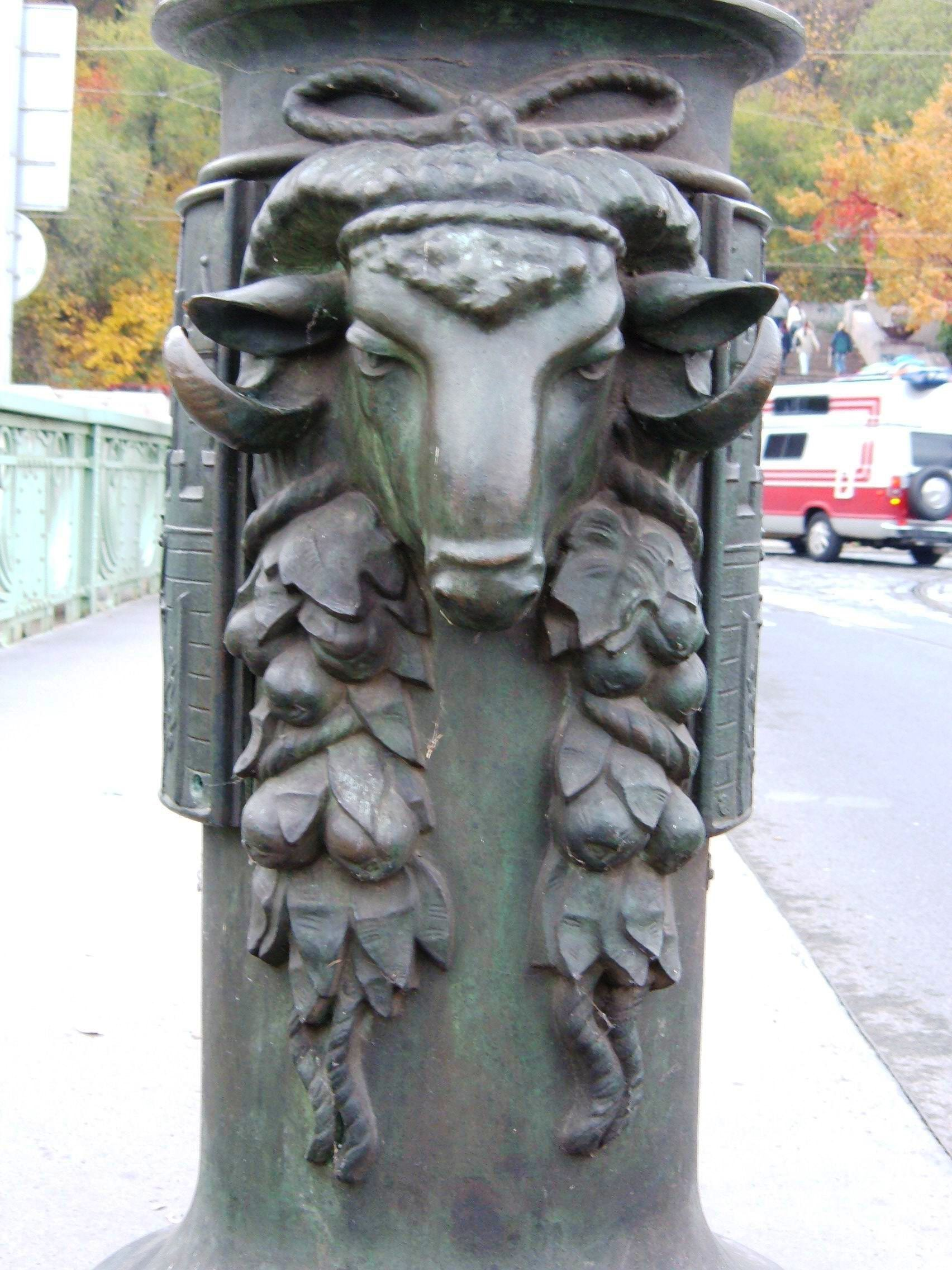
Beraní hlava na kandelábru

## Změny pojmenování
- 1908–1940: Most Svatopluka Čecha (Svatopluk Čech)
- 1940–1945: Mendelův most (Gregor Mendel)
- od 1945: Čechův most

## Oživení mostu
Stavitelé mostu původně počítali s tím, že stavba bude disponovat efektovými systémy: z tlam hyder měla tryskat voda a do pochodní světlonošů měl být zaveden svítiplyn a měly z nich šlehat plameny. Záměr nebyl dokončen, neboť císař František Josef I. požadoval co nejkratší termín zprovoznění mostu. Plány k této efektové technologii se nedochovaly. Na jaře 2022 zahájili pracovníci firmy Technologie hlavního města Prahy (THMP) vizuální (kamerový) průzkum vnitřku soch za účelem rekognoskace instalace vodních a plynových rozvodů.
Průzkum provedený v dubnu 2022 potvrdil, že světlonošky mají vnitřky obou rukou připraveny pro vedení plynu a sochy obsahují ve svých vrchních partiích (v oblasti ramen) zachovalé rozvody plynu. Sochy hyder rozvody vody neobsahují, ale jejich vnitřní partie jsou přístupné a průchozí (i v užších místech jejich hlav), takže dodatečná instalace bude možná. Počítá se s vytvořením plánu restaurátorských prací, studií proveditelnosti a jednání s památkáři. Dokončení efektových systémů mostu je odhadováno na rok 2025.